# Rue Sainte-Croix (Liège)
Pour les articles homonymes, voir Rue Sainte-Croix.
La rue Sainte-Croix est une rue ancienne de la ville de Liège (Belgique) qui relie la rue Saint-Pierre à la rue Saint-Hubert dans le centre historique de Liège. Elle jouxte aussi les cloîtres Sainte-Croix répertoriés comme rue.

## Toponymie
La rue prend le nom de la collégiale Sainte-Croix qui occupe tout le côté sud de la rue.

## Situation et description
Cette courte rue pavée conduit à la colline historique de Publémont entre la rue Saint-Pierre et la rue Saint-Hubert. Comme les deux rues voisines précitées, cette rue très ancienne et sans doute antérieure au Xe siècle reliait (et relie toujours) la place du Marché à la basilique Saint-Martin. Au XIXe siècle, la rue s'appelle rue Devant Sainte-Croix. 
Mise à l'écart de la circulation automobile intense par le percement d'une voie rapide toute proche (rue de Bruxelles), cette rue, dont certains immeubles qui faisaient face à la collégiale ont été détruits, est devenue une paisible voie sans issue pour les automobilistes mais en rapport direct avec l'îlot Saint-Michel et la gare de Liège-Saint-Lambert pour les piétons. Jusqu'aux années 1970, la petite rue Salamandre rejoignait la rue de Bruxelles marquant ainsi la limite entre la rue Sainte-Croix et la rue Saint-Pierre.

## Architecture

### Rue Sainte-Croix
En plus de la collégiale Sainte-Croix reprise sur la liste du patrimoine exceptionnel de la Région wallonne, cette rue historique possède au no 4 un immeuble classé, l'immeuble Lohest. Cette imposante maison de cinq travées a été construite au cours de la seconde moitié du XVIIIe siècle. En outre, elle se caractérise par l'emploi de linteaux formés de pierres de taille trapézoïdales .

### Cloîtres Sainte-Croix
Placée à environ 3 mètres du chevet de la collégiale Sainte-Croix, l'ancienne église Saint-Nicolas-aux-Mouches était la plus petite église de Liège. Elle est bâtie en 1633 sur un plan octogonal en moellons de grès houiller, en briques et pierres de taille à la place d'édifices antérieurs. La première église avait été consacrée vers 1030 par le prince-évêque de Liège Réginard. Elle a été désacralisée et sert d'habitation depuis 1816. À la suite de divers aménagements, elle ne fait plus l'objet d'un classement. 
Derrière cette ancienne église, au fond d'une petite cour arborée, se trouvent quatre anciennes demeures qui servirent de cloîtres dont certaines datent du XVIIe siècle. 
L'ancien presbytère construit à la fin du XVIIe siècle est situé au sud de la collégiale. Son pignon occidental ainsi qu'un haut mur longent la rue Haute-Sauvenière. 
Tous ces immeubles sont repris à l'Inventaire du patrimoine culturel immobilier de Wallonie.

## Galerie

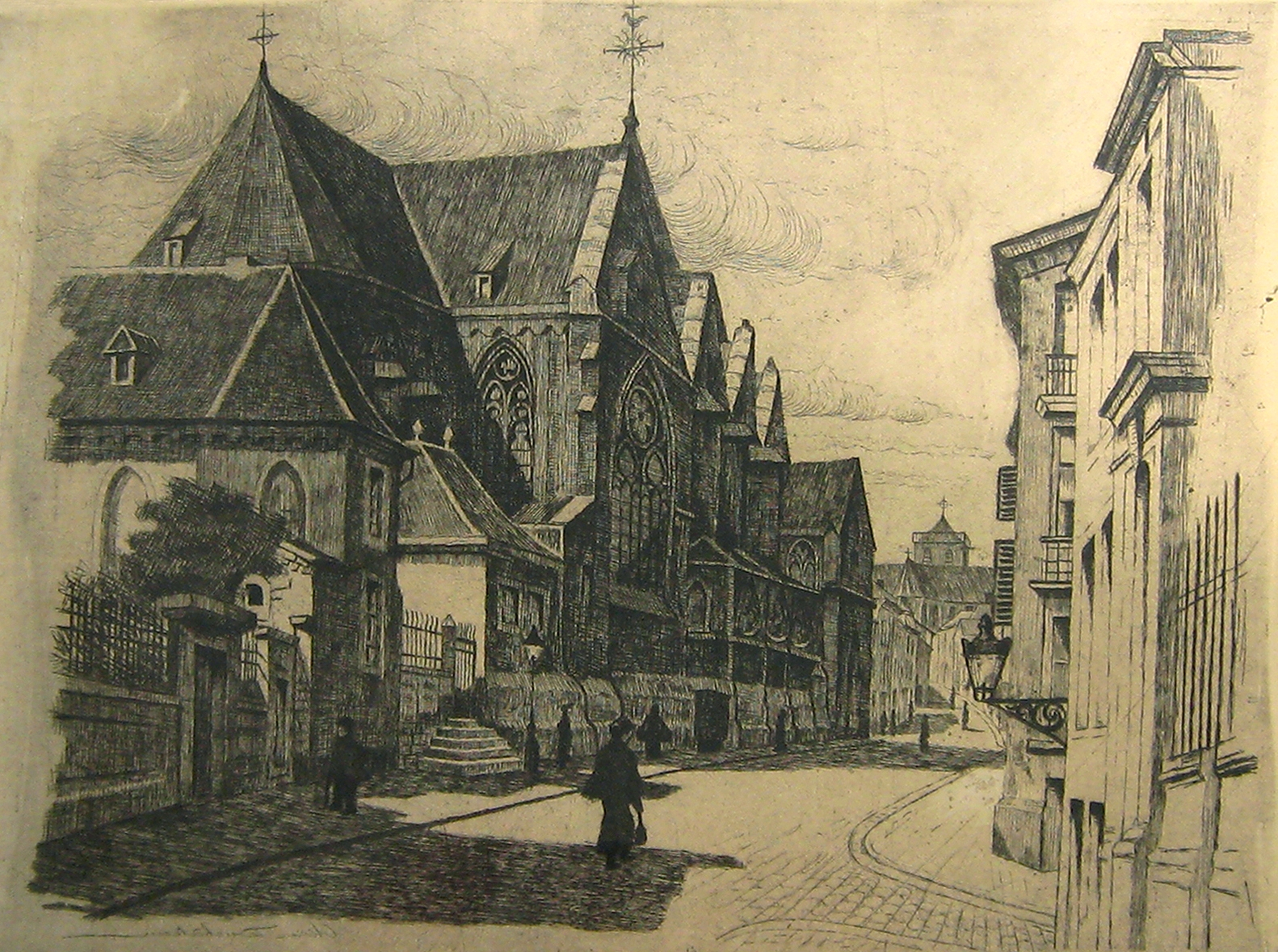
La rue Sainte-Croix au début du XXe siècle
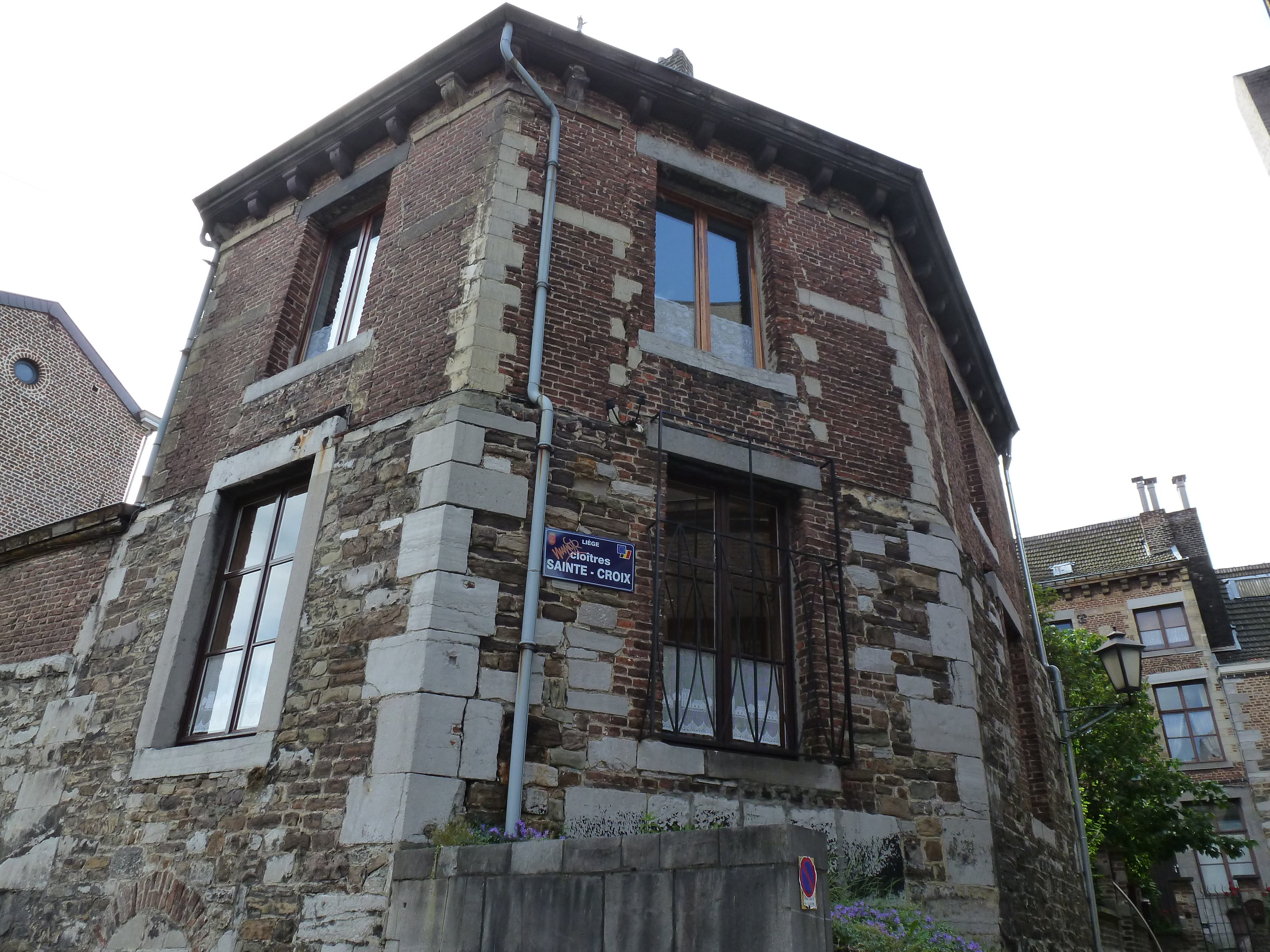
L'ancienne église Saint-Nicolas-aux-Mouches
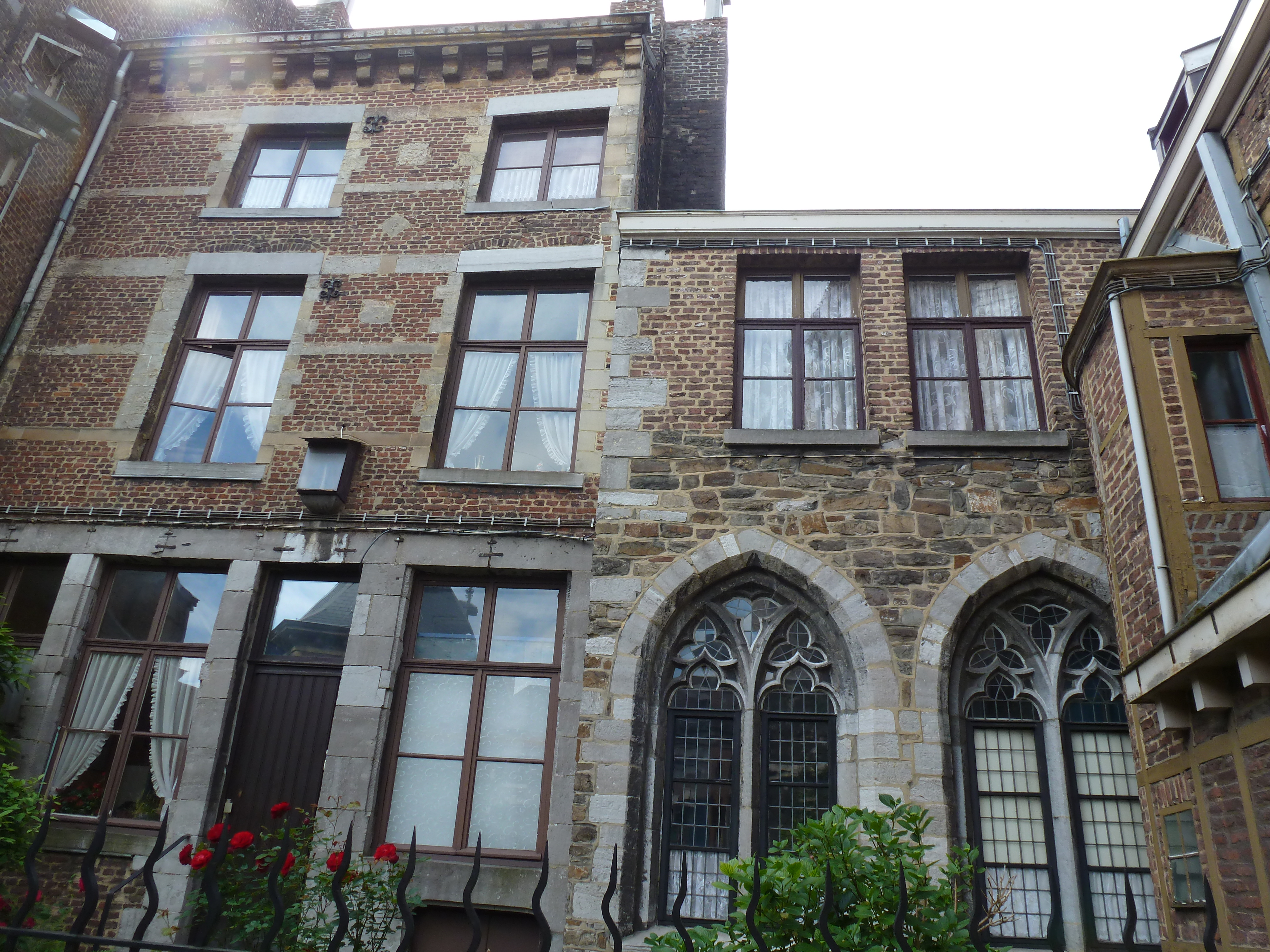
Cloîtres Sainte-Croix

## Voiries adjacentes
- Rue Saint-Pierre
- Rue de Bruxelles
- Rue Saint-Hubert
- Rue Haute-Sauvenière